# Віктор Бауер
Віктор Бауер (нім. Viktor Bauer; нар. 19 вересня 1915, Лекніц, Померанія — пом. 13 грудня 1969, Бад-Гомбург, Гессен) — німецький військовий льотчик-ас за часів Третього Рейху. Здобув 106 повітряних перемог. Нагороджений Лицарським хрестом Залізного хреста з дубовим листям.

## Військова кар'єра
Віктор Бауер народився 19 вересня 1915 в Лекніць. У 1935 році він поступив на службу в Люфтваффе у званні фанен-юнкера. Його першим підрозділом була 1-ша група JG 2, де він отримав звання лейтенанта. 1 березня 1940 Віктора перевели в JG 77, тут він отримав призначення в 2-у ескадрилью. Свою першу повітряну перемогу Бауер здобув 15 травня 1940 на схід від бельгійського міста Брюгге.
У грудні 1940 року льотчик отримує нове призначення — цього разу він приймає командування 9-ї ескадрильї JG 3, яка бере участь у битві за Британію. Через деякий час Бауер зі своїм підрозділом перекладається ближче до кордонів СРСР, щоб взяти участь в операції «Барбаросса». Тут на Східному фронті по-справжньому розкривається талант Віктора, як льотчика-винищувача.
23 липня 1941 німецький ас був важко поранений в бою з радянськими льотчиками, до строю він повертається тільки в лютому 1942 року. Лицарський хрест оберлейтенант Віктор Бауер отримав 30 липня 1941 — на цей день на його особистому рахунку було 34 збитих літаки противника. Через рік, 26 липня 1942 року, він отримує Дубове Листя до свого Лицарського хреста за свої 102 повітряні перемоги у війні.
Незабаром Бауера підвищують у званні до гауптмана. На початку серпня 1942 Віктор отримує погони майора, і 9 серпня він призначається на посаду командира навчально-бойової групи «Схід» (нім. Ergänzungs-Jagdgruppe Ost), що базується в південній Франції. Отримавши звання оберстлейтенанта, Віктор очолює 1-у навчально-бойову ескадру (нім. Ergänzungsjagdgeschwaders 1) і до кінця травня 1945 залишається її командувачем. Оберст Бауер був узятий в полон після закінчення війни і був звільнений у липні 1945 року.
Всього за роки Другої світової війни Бауер збив 106 літаків супротивника (102 — на Східному фронті) у більш ніж 400 бойових вильоти.
Помер 13 грудня 1969 в курортному німецькому місті Бад-Гомбург.

## Нагороди
- Нагрудний знак пілота
- Медаль «За вислугу років у Вермахті» 4-го класу (4 роки)
- Медаль «У пам'ять 13 березня 1938 року»
- Медаль «У пам'ять 1 жовтня 1938» із застібкою «Празький град»
- Залізний хрест
  - 2-го класу (8 жовтня 1939)
  - 1-го класу (3 грудня 1940)
- Авіаційна планка винищувача в золоті (5 травня 1941)
- Лицарський хрест Залізного хреста з дубовим листям
  - лицарський хрест (30 липня 1941)
  - дубове листя (№ 107; 26 липня 1942)
- Нагрудний знак «За поранення» в чорному (12 серпня 1941)
- Почесний Кубок Люфтваффе (15 червня 1942)
- Медаль «За зимову кампанію на Сході 1941/42» (8 серпня 1942)
- Кримський щит (15 березня 1943)
- Дем'янський щит (31 грудня 1943)